# Сергій Нані
Сергій Нані (рум. Serghei Nani; нар. 10 серпня 1970, Молдавська РСР) — радянський та молдовський футболіст, захисник та півзахисник.

## Клубна кар'єра
Футбольну кар'єру розпочав 1986 року в «Зімбру» (Кишинів), який виступав у Першій лізі СРСР. У 1988 році виступав в оренді за друголігову «Заря» (Бєльці). У 1989 році повернувся в «Ністру». У 1991 році клуб змінив назву на «Зімбру» (Кишинів), а в 1992 році Нані стартував з ним у вищій лізі Молдови. Разом із «Зімбру» чотири рази вигравав чемпіонат Молдови (1992, 1993, 1994, 1995).
У 1995 році перейшов до нідерландського «Гоу Егед Іглз». В Ередивізі дебютував 26 серпня 1995 року в програному (0:2) поєдинку проти «Віллема II» (Тілбург). За підсумками сезону 1995/96 років клуб зайняв 18-те місце в Ередивізі й опустився до Еерстедивізі. У 1997 році перейшов до ізраїльського «Маккабі» (Кафр-Кана). У вище вказаному клубі провів два сезони, а в 1999 році повернувся на батьківщину, де став гравцем «Молдови-Газ». У 2000 році перейшов у російський «Кристал» (Смоленськ), що виступав у другій лізі, і провів там сезон 2000 року.
У 2001 році підсилив «Хайдук-Спортінг-УСМ», у футболці якого й хавершив футбольну кар'єру.

## Кар'єра в збірній
У футболці національної збірної Молдови дебютував 2 вересня 1994 року в переможному (2:1) товариському поєдинку проти Азербайджану. У 1994–1996 роках провів 14 матчів за національну команду (з 1991 по 1992 рік зіграв також 5 неофіційних поєдинків).